# 维克托·迪旺
维克托·迪旺（法語：Victor Duvant，1889年3月3日—1963年9月13日），生于瓦朗谢讷，法国男子竞技体操运动员。他曾获得1920年夏季奥运会体操比赛男子团体全能铜牌。他于1963年在瓦朗谢讷去世。